# Championnat de France masculin de volley-ball 2019-2020
Navigation
Saison précédente Saison suivante
Le Championnat de France de volley-ball 2019-2020, ou Ligue A 2019-2020, est la quatre-vingtième édition du Championnat de France de volley-ball. Il oppose les quatorze meilleures équipes françaises de volley-ball masculin. Le championnat de France de volley-ball de première division porte le nom de Ligue A depuis 2009.
Tours est le champion sortant et les treize clubs présents lors de la saison précédentes sont de nouveau engagés, rejoints par le promu de Ligue B Paris Volley. En effet lors de l'intersaison 2018, ce même Paris Volley avait été relégué en Ligue B laissant la ligue A à treize clubs, donc sans quatorzième club à reléguer sportivement en fin de saison.
Le 10 avril, le championnat est définitivement annulé en raison de la pandémie de Covid-19. Le classement est donc arrêté après la vingt-quatrième journée du 11 mars, soit à deux journées de la fin de la phase régulière, sans qu'un champion ne soit désigné. Néanmoins, la lanterne rouge à cette date, le Nice Volley-Ball est relégué en Ligue B (le club du Cambrai Volley est promu, selon le même principe du club leader lors de l'arrêt de la saison). De même, les places européennes sont attribuées en fonction du classement de ce championnat partiel : le premier, Tours, est qualifié pour la Ligue des Champions 2020-2021, les deuxième et troisième, Montpellier et Rennes, pour la Coupe CEV 2020-2021, et enfin, les quatrième et cinquième, Chaumont et Nantes-Rezé, pour la Challenge Cup 2020-2021.

## Formule de la compétition

### Phase régulière
La phase régulière devait se dérouler sous forme d'un championnat où chacune des quatorze équipes affrontaient les treize autres, une fois à domicile, une fois à l'extérieur pour un total de vingt-six matchs par club.
À l'issue de cette première phase :
- Les clubs classés de la 1re à la 8e place devaient être maintenus sportivement en LAM et disputer les matchs de play-offs du championnat de France ;
- Les clubs classés de la 9e à la 13e place devaient être maintenus sportivement en LAM ;
- Le club classé à la 14e place devait être relégué sportivement en Ligue B.

La pandémie de Covid-19 provoque l'arrêt du championnat après vingt-quatre journées et la phase de play-offs n'a pas lieu.

### Play-offs
À l'issue de la première phase, les huit équipes qualifiées devaient être placées dans le tableau qui fixait leurs adversaires possibles jusqu'à la finale.
Les quarts de finale, les demi-finales et la finale devaient se disputer en matchs aller-retour et appui éventuel. Le match aller et, si nécessaire le match d'appui, devaient avoir lieu sur le terrain du club le mieux classé à l'issue de la première phase tandis que le match retour devait se jouer sur le terrain du club le moins bien classé.
Cette phase finale n'a pas eu lieu en raison de l'arrêt prématuré du championnat dû à la pandémie de Covid-19.

## Participants
| \| Chaumont Cannes Montpellier Tours Ajaccio Nice Poitiers Nantes Narbonne Paris Sète Tourcoing Rennes Toulouse \| Localisation des clubs engagés dans le championnat. |
| Chaumont Cannes Montpellier Tours Ajaccio Nice Poitiers Nantes Narbonne Paris Sète Tourcoing Rennes Toulouse                                                           |

| Club                 | Depuis | Saisons | Budget 2018-2019 (M€) | Classement 2018-2019 | Salle(s)                                | Capacité théorique |
| -------------------- | ------ | ------- | --------------------- | -------------------- | --------------------------------------- | ------------------ |
| Tours Volley-Ball    | 1994   | 25      |                       | Champion             | Salle Robert-Grenon                     | 3 000              |
| Chaumont             | 2012   | 6       |                       | Finaliste            | Salle Jean-Masson                       | 841                |
| GFCO Ajaccio         | 2009   | 19      |                       | 3                    | U Palatinu                              | 2 989              |
| Montpellier UC       | 1982   | 46      |                       | 4                    | Palais des Sports Jacques Chaban Delmas | 2935               |
| Rennes               | 2017   | 20      |                       | 5                    | Salle Colette-Besson                    | 2 142              |
| Nice Volley-Ball     | 2016   | 18      |                       | 6                    | Salle Palmeira                          | 1 000              |
| Poitiers             | 2015   | 4       |                       | 7                    | Salle Lawson Body                       | 2 735              |
| Nantes Rezé MV       | 2010   | 8       |                       | 8                    | Gymnase Arthur Dugast                   | 1 300              |
| Tourcoing            | 2017   | 28      |                       | 9                    | Complexe sportif Léo Lagrange           | 3 000              |
| Narbonne Volley      | 2018   | 11      |                       | 10                   | Palais du Travail                       | 600                |
| Spacer's de Toulouse | 2005   | 20      |                       | 11                   | Palais des sports André-Brouat          | 4 338              |
| Arago de Sète        | 1977   | 46      |                       | 12                   | Halle des Sports Louis Marty            | 1 100              |
| AS Cannes            | 2018   | 26      |                       | 13                   | Palais des Victoires                    | 4 000              |
| Paris Volley         | 2019   | 21      |                       | Champion (Ligue B)   | Salle Charpy                            | 1 850              |

Légende des couleurs
- Ligue des champions 2019-2020
- Coupe de la CEV 2019-2020
- Challenge Cup 2019-2020
- Promu de Ligue B 2018-2019

## Compétition

### Saison régulière

#### Classement
Les points sont attribués de la manière suivante, 3 points en cas de victoire, 0 point en cas de défaite. Si le match va jusqu'au tie-break (cinquième set), le vainqueur ne marquera que 2 points et le vaincu récupèrera 1 point.
- En cas d’égalité de points, le classement prend en compte :
  - le nombre de victoires
  - le quotient des sets
  - le quotient des points

Après vingt-quatre journées au lieu des vingt-six initialement prévues (à l'exception de Nantes-Rezé et Ajaccio qui n'ont joué que vingt-trois matchs), le classement est le suivant :
| # | Équipe           | Pts | J  | G  | Gt | Pt | P  | Sp | Sc | Ratio | Pp   | Pc   | Ratio |
| 1 | Tours            | 49  | 24 | 15 | 0  | 4  | 5  | 55 | 33 | 1.667 | 2044 | 1865 | 1.096 |
| 2 | Montpellier      | 48  | 24 | 13 | 4  | 1  | 6  | 57 | 37 | 1.541 | 2151 | 2065 | 1.042 |
| 3 | Rennes Volley 35 | 47  | 24 | 15 | 1  | 3  | 5  | 59 | 35 | 1.686 | 2183 | 2052 | 1.064 |
| 4 | Chaumont         | 43  | 24 | 12 | 2  | 3  | 7  | 51 | 37 | 1.378 | 1997 | 1879 | 1.063 |
| 5 | Nantes Rezé      | 40  | 23 | 9  | 6  | 1  | 7  | 51 | 42 | 1.214 | 2082 | 2036 | 1.023 |
| 6 | AS Cannes        | 34  | 24 | 7  | 4  | 5  | 8  | 49 | 50 | 0.98  | 2186 | 2220 | 0.985 |
| 7 | Poitiers         | 34  | 24 | 7  | 4  | 5  | 8  | 48 | 51 | 0.941 | 2234 | 2267 | 0.985 |
| 8 | Toulouse         | 34  | 24 | 10 | 1  | 2  | 11 | 41 | 46 | 0.891 | 1994 | 1962 | 1.016 |
| 9 | Paris Volley (P) | 33  | 24 | 8  | 3  | 3  | 10 | 44 | 49 | 0.898 | 2037 | 2113 | 0.964 |
| 10 | Ajaccio          | 31  | 23 | 9  | 1  | 2  | 11 | 38 | 47 | 0.809 | 1910 | 1955 | 0.977 |
| 11 | Sète             | 31  | 24 | 7  | 3  | 4  | 10 | 43 | 54 | 0.796 | 2135 | 2167 | 0.985 |
| 12 | Tourcoing        | 30  | 24 | 6  | 5  | 2  | 11 | 43 | 53 | 0.811 | 2099 | 2201 | 0.954 |
| 13 | Narbonne Volley  | 28  | 24 | 8  | 2  | 0  | 14 | 39 | 51 | 0.765 | 2079 | 2138 | 0.972 |
| 14 | Nice Volley-Ball | 16  | 24 | 2  | 3  | 4  | 15 | 30 | 63 | 0.476 | 1942 | 2153 | 0.902 |
| # = classement; Pts = points; J = joués; G / Gt / Pt / P = gagnés 3-0 ou 3-1 / gagnés au tie-break 3-2 / perdus au tie-break 2-3 / perdus 1-3 ou 0-3; Sp / Sc / Ratio = sets pour / contre / ratio de sets pour/contre; Pp / Pc / Ratio = points pour / contre / ratio de points pour/contre |                  |     |    |    |    |    |    |    |    |       |      |      |       |

|     | Qualifié en Ligue des champions 2020-2021 |
|     | Coupe de la CEV 2020-2021                 |
|     | Challenge Cup 2020-2021                   |
|     | Relégation en Ligue B                     |
|     | Tenant du titre 2019                      |
| (P) | Promus 2019                               |
| (C) | Vainqueur de la Coupe de France           |

#### Résultat des rencontres
Les cent quatre-vingt-deux rencontres des vingt-six journées de la saison régulière se déroulent du 11 octobre 2019 au 28 mars 2020. Le tableau ci-dessous résume leurs résultats.
| Résultats (dom.\ext.)                                                                                                   | AJA | CAN | CHA | MON | NAN | NAR | NIC | PAR | POI | REN | SET | TLS | TRC | TRS |
| Ajaccio |     | -   | -   | -   | -   | -   | 3-1 | -   | -   | -   | -   | -   | 0-3 | -   |
| Cannes | -   |     | -   | -   | -   | -   | -   | -   | -   | -   | 1-3 | 3-1 | -   | 3-2 |
| Chaumont | 0-3 | -   |     | -   | 3-0 | -   | -   | -   | -   | -   | -   | -   | -   | 3-0 |
| Montpellier | -   | -   | -   |     | -   | 3-0 | -   | 3-1 | -   | -   | 1-3 | -   | -   | -   |
| Nantes | -   | 0-3 | -   | -   |     | -   | -   | -   | 3-1 | -   | -   | -   | -   | -   |
| Narbonne | 3-0 | -   | -   | -   | -   |     | -   | -   | -   | 1-3 | -   | -   | -   | -   |
| Nice | -   | -   | -   | -   | -   | -   |     | -   | -   | 3-2 | 1-3 | -   | -   | -   |
| Paris | -   | -   | 3-2 | -   | 2-3 | -   | -   |     | 2-3 | -   | -   | -   | -   | -   |
| Poitiers | -   | -   | -   | 0-3 | -   | -   | 3-1 | -   |     | -   | -   | -   | -   | -   |
| Renne | -   | 2-3 | -   | -   | -   | -   | -   | 3-0 | -   |     | -   | -   | -   | -   |
| Sète | -   | -   | 3-2 | -   | 2-3 | -   | -   | -   | -   | -   |     | -   | -   | -   |
| Toulouse | -   | -   | -   | 3-0 | -   | 3-1 | -   | -   | -   | 0-3 | -   |     | -   | -   |
| Tourcoing | -   | -   | -   | -   | -   | -   | 3-2 | -   | 3-1 | -   | -   | 3-0 |     | -   |
| Tours | 3-0 | -   | -   | -   | -   | 1-3 | -   | -   | -   | -   | -   | -   | 3-0 |     |
| - Victoire à domicile - Victoire à domicile au tie-break - Victoire à l'extérieur au tie-break - Victoire à l'extérieur |     |     |     |     |     |     |     |     |     |     |     |     |     |     |

### Play-off
Formule sportive : les quarts de finale, les demi-finales et la finale se disputent selon les mêmes modalités :
- Les quarts de finale, les demi-finales et la finale se disputent en matchs aller-retour et appui éventuel. Le match aller a lieu sur le terrain du club le mieux classé à l'issue de la première phase, le match retour a lieu sur le terrain du club le moins bien classé à l'issue de la première phase et l'appui éventuel sur le terrain du club le mieux classé.

Quarts de finale
Les quarts de finale sont répartis comme suit :
- Le club classé 1er contre le club classé 8e à l’issue de la première phase (match A) ;
- Le club classé 2e contre le club classé 7e à l’issue de la première phase (match B) ;
- Le club classé 3e contre le club classé 6e à l’issue de la première phase (match C) ;
- Le club classé 4e contre le club classé 5e à l’issue de la première phase (match D).

Demi-finales
Y participent les vainqueurs des quarts de finale :
- Vainqueur du match A contre le vainqueur du match D (match E) ;
- Vainqueur du match B contre le vainqueur du match C (match F).

Finale
Y participent les vainqueurs des demi-finales :
- Vainqueur du match E contre le vainqueur du match F.

|  | Quarts de finale | Quarts de finale | Quarts de finale | Quarts de finale |  |  | Demi-finales | Demi-finales | Demi-finales | Demi-finales |  |  | Finale | Finale | Finale | Finale |
|  |                  |                  |                  |                  |  |  |              |              |              |              |  |  |        |        |        |        |
|  |                  |                  |                  |                  |  |  |              |              |              |              |  |  |        |        |        |        |
|  |                  |                  |                  |                  |  |  |              |              |              |              |  |  |        |        |        |        |
|  |                  |                  |                  |                  |  |  |              |              |              |              |  |  |        |        |        |        |
|  |                  |                  |                  |                  |  |  |              |              |              |              |  |  |        |        |        |        |
|  |                  |                  |                  |                  |  |  |              |              |              |              |  |  |        |        |        |        |
|  |                  |                  |                  |                  |  |  |              |              |              |              |  |  |        |        |        |        |
|  |                  |                  |                  |                  |  |  |              |              |              |              |  |  |        |        |        |        |
|  |                  |                  |                  |                  |  |  |              |              |              |              |  |  |        |        |        |        |
|  |                  |                  |                  |                  |  |  |              |              |              |              |  |  |        |        |        |        |
|  |                  |                  |                  |                  |  |  |              |              |              |              |  |  |        |        |        |        |
|  |                  |                  |                  |                  |  |  |              |              |              |              |  |  |        |        |        |        |
|  |                  |                  |                  |                  |  |  |              |              |              |              |  |  |        |        |        |        |
|  |                  |                  |                  |                  |  |  |              |              |              |              |  |  |        |        |        |        |
|  |                  |                  |                  |                  |  |  |              |              |              |              |  |  |        |        |        |        |
|  |                  |                  |                  |                  |  |  |              |              |              |              |  |  |        |        |        |        |
|  |                  |                  |                  |                  |  |  |              |              |              |              |  |  |        |        |        |        |
|  |                  |                  |                  |                  |  |  |              |              |              |              |  |  |        |        |        |        |
|  |                  |                  |                  |                  |  |  |              |              |              |              |  |  |        |        |        |        |
|  |                  |                  |                  |                  |  |  |              |              |              |              |  |  |        |        |        |        |
|  |                  |                  |                  |                  |  |  |              |              |              |              |  |  |        |        |        |        |
|  |                  |                  |                  |                  |  |  |              |              |              |              |  |  |        |        |        |        |
|  |                  |                  |                  |                  |  |  |              |              |              |              |  |  |        |        |        |        |
|  |                  |                  |                  |                  |  |  |              |              |              |              |  |  |        |        |        |        |
|  |                  |                  |                  |                  |  |  |              |              |              |              |  |  |        |        |        |        |
|  |                  |                  |                  |                  |  |  |              |              |              |              |  |  |        |        |        |        |